# Paria (zatoka)
Paria (hiszp. Golfo de Paria, ang. Gulf of Paria) – zatoka Morza Karaibskiego, otoczona od wschodu przez wyspę Trynidad, a z pozostałych stron przez wybrzeże Wenezueli, w tym półwysep Paria na północy.
Zatoka rozciąga się z zachodu na wschód na długości około 160 km i liczy do 70 km szerokości. Z otwartym morzem połączona jest na północnym wschodzie przez Cieśninę Smoka, a z Oceanem Atlantyckim przez Cieśninę Węża na południowym wschodzie, obie o szerokości około 15 km. Uchodzi do niej kilka ramion rzeki Orinoko oraz rzeka San Juan.
Do głównych miast portowych nad zatoką należą Port-of-Spain (stolica Trynidadu i Tobago), San Fernando, Point Fortin, Couva, Güiria, Irapa i Pedernales.
W 1498 roku, podczas swojej trzeciej wyprawy do zatoki dotarł Krzysztof Kolumb i prawdopodobnie tutaj po raz pierwszy dostrzegł kontynent amerykański (uprzednio docierając jedynie do Antyli).